# سيدي علي الحطاب
سيدي علي الحطاب إحدى قرى الجمهورية التونسية، تقع في ولاية منوبة.

### مواضيع ذات علاقة
- ولاية منوبة.